# Episodi di CSI: Vegas (prima stagione)
La prima stagione della serie televisiva CSI: Vegas, composta da 10 episodi, è stata trasmessa negli Stati Uniti sul canale CBS dal 6 ottobre all'8 dicembre 2021.
In Svizzera la stagione è stata trasmessa su RSI LA1 dal 5 gennaio al 9 marzo 2022. In Italia è stata trasmessa in prima visione assoluta su Rai 2 dal 9 gennaio al 20 marzo 2022.
| nº | Titolo originale          | Titolo italiano  | Prima TV USA     | Prima TV Svizzera |
| -- | ------------------------- | ---------------- | ---------------- | ----------------- |
| 1  | Legacy                    | Eredità          | 6 ottobre 2021   | 5 gennaio 2022    |
| 2  | Honeymoon in Vegas        | Oggi sposi       | 13 ottobre 2021  | 12 gennaio 2022   |
| 3  | Under the Skin            | Sotto la pelle   | 20 ottobre 2021  | 19 gennaio 2022   |
| 4  | Long Pig                  | Alla brace       | 27 ottobre 2021  | 26 gennaio 2022   |
| 5  | Let the Chips Fall        | Ad alta quota    | 3 novembre 2021  | 2 febbraio 2022   |
| 6  | Funhouse                  | Morte da clown   | 10 novembre 2021 | 9 febbraio 2022   |
| 7  | In the Blood              | Puro sangue      | 17 novembre 2021 | 16 febbraio 2022  |
| 8  | Pipe Cleaner              | Giù per i tubi   | 24 novembre 2021 | 23 febbraio 2022  |
| 9  | Waiting in the Wings      | Freak show       | 1º dicembre 2021 | 2 marzo 2022      |
| 10 | Signed, Sealed, Delivered | Il caso è chiuso | 8 dicembre 2021  | 9 marzo 2022      |

## Eredità
- Titolo originale: Legacy
- Diretto da: Uta Briesewitz
- Scritto da: Jason Tracey

### Trama
Un attacco a Jim Brass porta Gil Grissom e Sara Sidle fuori dal pensionamento, per scoprire una cospirazione che potrebbe compromettere il laboratorio di Las Vegas e portare al rilascio di migliaia di assassini condannati.
- Ascolti USA: telespettatori 4 120 000[4]
- Ascolti Italia: telespettatori 943 000 – share 4,00%[5]

## Oggi sposi
- Titolo originale: Honeymoon in Vegas
- Diretto da: Nathan Hope
- Scritto da: Jason Tracey

### Trama
Mentre Grissom e Sidle cercano di aiutare un ex collega implicato nella manomissione delle prove, la squadra della CSI indaga sull'omicidio di una coppia il giorno del loro matrimonio e trova un collegamento con l'élite di Las Vegas.
- Ascolti USA: telespettatori 3 910 000[6]
- Ascolti Italia: telespettatori 820 000 – share 3,40%[7]

## Sotto la pelle
- Titolo originale: Under the Skin
- Diretto da: Nathan Hope
- Scritto da: Craig O'Neill

### Trama
Mentre Grissom e Sara continuano la loro indagine sulle accuse contro David Hodges, i CSI indagano sull'omicidio di una sviluppatrice di videogiochi trovata in una fontana prima di un torneo di gioco.
- Ascolti USA: telespettatori 3 540 000[8]
- Ascolti Italia: telespettatori 813 000 – share 3,20%[9]

## Alla brace
- Titolo originale: Long Pig
- Diretto da: Nicole Rubio
- Scritto da: Safia M. Dirie

### Trama
La squadra della Scientifica indaga quando un corpo viene dissotterrato nella fossa luau di un hotel a tema hawaiano. Inoltre, gli Affari Interni iniziano a mettere in dubbio il ritorno di Grissom e Sara al laboratorio della scientifica.
- Ascolti USA: telespettatori 3 340 000[10]
- Ascolti Italia: telespettatori 741 000 – share 3,10%[11]

## Ad alta quota
- Titolo originale: Let the Chips Fall
- Diretto da: Kenneth Fink
- Scritto da: Graham Thiel

### Trama
Mentre Grissom e Sara si avvicinano a chi ha incastrato Hodges, il team CSI indaga su un misterioso omicidio avvenuto a 12 000 piedi in un aereo cargo che atterra autonomamente all'aeroporto McCarran e a bordo sono tutti morti.
- Ascolti USA: telespettatori 3 220 000 [12]
- Ascolti Italia: telespettatori 819 000 – share 3,30%[13]

## Morte da clown
- Titolo originale: Funhouse
- Diretto da: Benny Boom
- Scritto da: Samantha Humphrey

### Trama
La CSI va in confusione quando le prove di un nuovo omicidio portano Grissom e Sara a un nuovo sospettato nel laboratorio criminale. Nel frattempo i CSI indagano su una serie di omicidi in un fatiscente hotel a tema clown.
- Ascolti Italia: telespettatori 932 000 – share 3,90%[14]

## Puro sangue
- Titolo originale: In the Blood
- Diretto da: Christine Moore
- Scritto da: Marisa Tam

### Trama
Un cavallo smarrito viene ritrovato davanti a un hotel con tracce di sangue umano e uno stivale. La perquisizione della polizia li porta in un centro di accoglienza per condannati per omicidio. Nel frattempo Grissom e Sara identificano positivamente Wix come la mente dietro il caso di Hodges grazie anche alle parole di sua sorella convinta che il fratello non sarà mai arrestato per il crimine. 
- Ascolti Italia: telespettatori 969 000 – share 4,10%[15]

## Giù per i tubi
- Titolo originale: Pipe Cleaner
- Diretto da: Benny Boom
- Scritto da: Safia M. Dirie e Samantha Humphrey

### Trama
I CSI indagano sul ritrovamento di resti umani nella vasca da bagno del proprietario di un centro congressi. Nel frattempo, Grissom e Sara sfruttano l'opportunità per avvicinarsi al testimone principale di Wix.
- Ascolti Italia: telespettatori 688 000 – share 2,90%[16]

## Freak show
- Titolo originale: Waiting in the Wings
- Diretto da: Christine Moore
- Scritto da: Craig O'Neill e Jason Tracey

### Trama
I CSI si immergono nell'eccentrico mondo dei fenomeni da baraccone quando un paio di artisti vengono trovati bruciati in una fossa. Nel frattempo, Hodges pensa a un patteggiamento mentre inizia il suo processo.
- Ascolti Italia: telespettatori 757 000 – share 3,20%[17]

## Il caso è chiuso
- Titolo originale: Signed, Sealed, Delivered
- Diretto da: Kenneth Fink
- Scritto da: Jason Tracey e Craig O'Neill

### Trama
Quando Hodges scompare, i CSI devono cercare prove in grado di localizzarlo e riabilitare il suo nome per salvare la reputazione del laboratorio criminale. Hodges viene trovato vivo e Wix viene arrestato.
- Ascolti Italia: telespettatori 677 000 – share 2,90%[18]